# Donato Guerra (municipi)
Donato Guerra és un municipi de l'estat de Mèxic. Villa Donato Guerra és el cap de municipi i principal centre de població d'aquesta municipalitat. Aquest municipi és a la part nord-occidental de l'estat de Mèxic. Limita al nord amb els municipis de Villa Victoria i Villa de Allende, al sud amb Ixtapan del Oro, a l'oest amb Michoacán i a l'est amb Zacazonapan.